# Slidex
 (décembre 2022).
Slidex était un système de chiffrage portable sur papier utilisé à un niveau inférieur de première ligne (peloton, troupe et section) dans l'armée britannique pendant la période de la guerre froide. Il a été remplacé par le code tactique BATCO, qui, à son tour, a été largement rendu obsolète par les radios vocales sécurisées Bowman.

## Conception

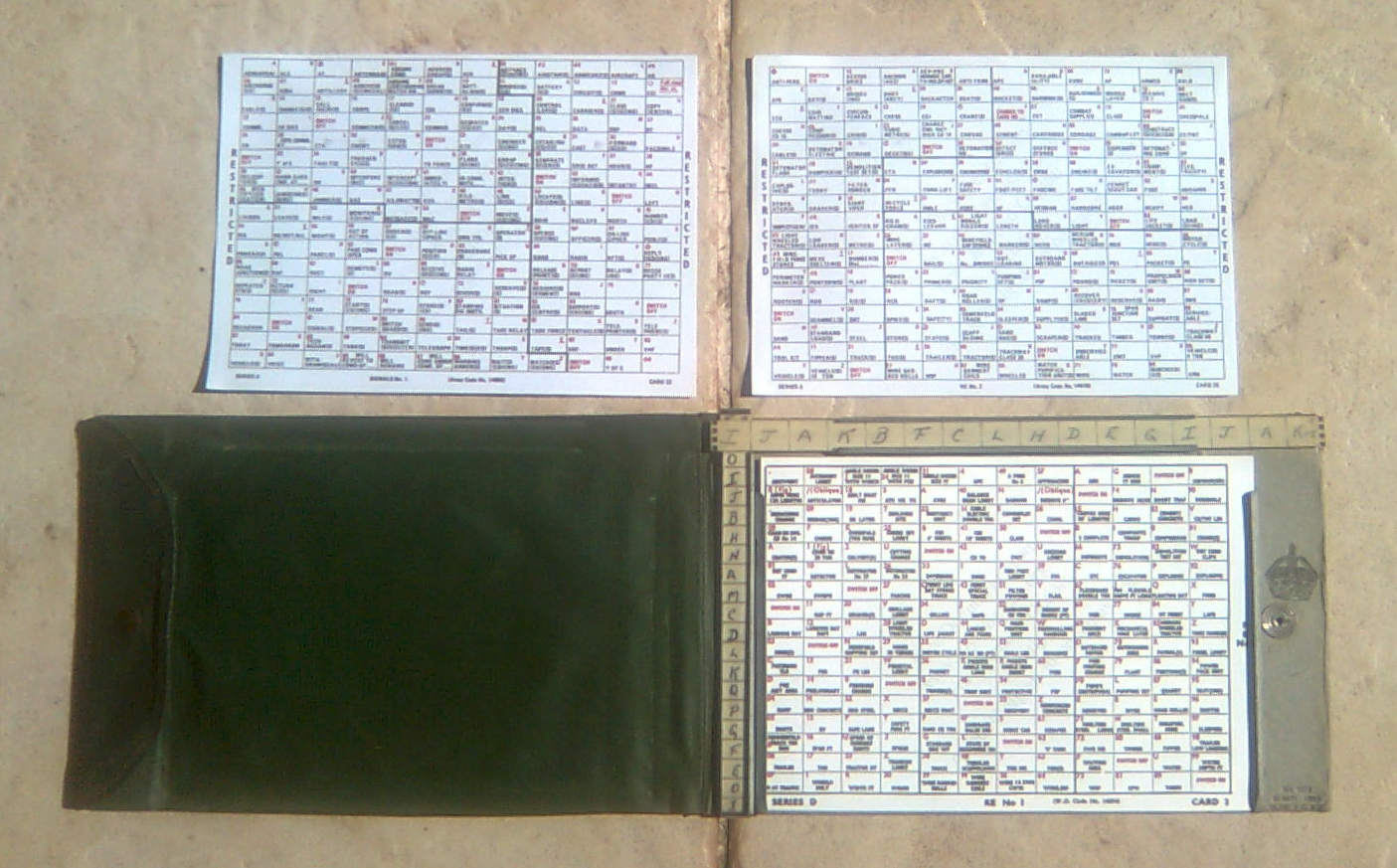
Un Slidex, portant une date 12/43, avec une carte de vocabulaire et des bandes de code en place, et deux autres cartes différentes.

Slidex utilisait une série de cartes de vocabulaire disposées dans une grille de 12 lignes et 17 colonnes. Chacune des 204 cellules résultantes contient un mot ou une phrase, ainsi qu'une lettre ou un chiffre. Ce dernier permettait au système d'épeler des mots et de transmettre des nombres.
Les cartes étaient stockées dans un étui pliant doté d'une paire de curseurs pour faciliter la localisation des cellules. Les messages étaient codés et décodés à l'aide de bandes de code qui pouvaient être placées dans un support le long du côté supérieur et gauche de la carte de vocabulaire. Des cartes de vocabulaire vierges étaient fournies pour permettre aux unités de créer un ensemble de mots pour une mission spécifique.
- Algorithme de chiffrement
- Renseignement militaire

- "Le code Slidex RT", Cryptologia 8(2), avril 1984